# 순간의 정
<순간의 정>은 대한민국의 여성 싱어송라이터 장덕에 의해 작사 · 작곡된 곡이다. 장덕의 2번째 정규 음반 《사랑하지 않을래》의 B면 4번 트랙으로 발표되었다. 